# Lo esencial de El Tri 90
Lo esencial de El Tri 90 es un álbum recopilatorio de la banda mexicana de rock en español El Tri y fue publicado en formato de disco compacto por la compañía WEA Latina en 2001.

## Contenido y publicación
Este compilado es la segunda parte de la colección Lo esencial de El Tri y al igual que su contraparte fue lanzado al mercado en noviembre de 2001 y se compone de tres CD.  Los tres discos contienen todos los temas de los álbumes Cuando tú no estás, Fin de siglo y Sinfónico de 1997, 1998 y 1999 respectivamente.

## Lista de canciones
Todas las canciones fueron escritas por Álex Lora, excepto donde se indica lo contrario.

| Disco uno: Cuando tú no estás |                                                       |                        |          |  |
| N.º                           | Título                                                | Escritor(es)           | Duración |  |
| 1.                            | «Virgen morena»                                       |                        | 4:34     |  |
| 2.                            | «Correteando el bolsillo»                             | Lora / Eduardo Toral   | 3:30     |  |
| 3.                            | «Parece fácil»                                        |                        | 4:35     |  |
| 4.                            | «Epidemia»                                            |                        | 4:27     |  |
| 5.                            | «Pastillas de rocanrol»                               |                        | 3:27     |  |
| 6.                            | «El ritmo del mundo»                                  |                        | 3:22     |  |
| 7.                            | «Cuando tú no estás»                                  |                        | 4:23     |  |
| 8.                            | «Copias piratas»                                      |                        | 4:10     |  |
| 9.                            | «Echa tus broncas a la basura»                        |                        | 3:15     |  |
| 10.                           | «Esclavo del rocanrol»                                | Lora / Rodrigo Levario | 3:13     |  |
| 11.                           | «De todos modos te llamas Juan»                       |                        | 3:40     |  |
| 12.                           | «El muchacho chicho» (con Víctor Trujillo como Brozo) |                        | 5:05     |  |
| 45:07                         |                                                       |                        |          |  |

| Disco dos: Fin de siglo |                                   |                        |          |  |
| N.º                     | Título                            | Escritor(es)           | Duración |  |
| 1.                      | «Todo me sale mal»                |                        | 3:42     |  |
| 2.                      | «Nostalgia»                       |                        | 4:27     |  |
| 3.                      | «El voceador»                     |                        | 4:22     |  |
| 4.                      | «El futuro del mundo»             |                        | 5:13     |  |
| 5.                      | «Quién da un peso por mis sueños» | Armando Manzanero      | 3:06     |  |
| 6.                      | «Cásate o muérete»                |                        | 5:45     |  |
| 7.                      | «Gandalla»                        |                        | 2:42     |  |
| 8.                      | «El blues del taxista»            |                        | 3:14     |  |
| 9.                      | «El viagra»                       |                        | 3:32     |  |
| 10.                     | «No hay pedo»                     |                        | 2:32     |  |
| 11.                     | «Amarga Navidad»                  |                        | 5:23     |  |
| 12.                     | «Todo se vale»                    | Lora / Carlos Carvajal | 4:54     |  |
| 13.                     | «Cotorreando con la banda»        |                        | 4:18     |  |
| 14.                     | «Razas gemelas»                   | Lora / Eduardo Chico   | 3:08     |  |
| 56:18                   |                                   |                        |          |  |

| Disco tres: Sinfónico |                        |                                                                                     |          |  |
| N.º                   | Título                 | Escritor(es)                                                                        | Duración |  |
| 1.                    | «Virgen morena»        |                                                                                     | 8:31     |  |
| 2.                    | «Mente roquera»        |                                                                                     | 5:46     |  |
| 3.                    | «María Sabina»         |                                                                                     | 5:41     |  |
| 4.                    | «Los minusválidos»     | Lora / Rafael Salgado / Rubén Soriano / Pedro Martínez / Felipe Souza / Chicho Mora | 4:03     |  |
| 5.                    | «Las piedras rodantes» |                                                                                     | 3:20     |  |
| 6.                    | «El niño sin amor»     |                                                                                     | 3:52     |  |
| 7.                    | «Difícil»              |                                                                                     | 3:34     |  |
| 8.                    | «Cuando tú no estás»   |                                                                                     | 5:06     |  |
| 9.                    | «Nostalgia»            |                                                                                     | 6:01     |  |
| 10.                   | «Triste canción»       |                                                                                     | 9:21     |  |
| 11.                   | «Pobre soñador»        | Lora / Souza                                                                        | 6:49     |  |
| 12.                   | «A.D.O.»               |                                                                                     | 9:27     |  |
| 1:11:31               |                        |                                                                                     |          |  |

## Créditos

### El Tri
- Álex Lora — voz principal, guitarra (en el disco tres) y bajo
- Rafael Salgado — armónica
- Eduardo Chico — guitarra
- Óscar Zárate — guitarra
- Ramón Pérez — batería
- Chela Lora — voz principal (en la canción «Gandalla» del disco dos) y coros

### Músicos adicionales
- Eduardo Toral — piano y teclados
- Ronnie Laws — saxofón (en el disco uno)
- Carlos Santana — guitarra (en la canción «Virgen Morena» del disco uno)
- Andrés Calamaro — voz principal (en «Cásate o muérete» del disco dos)
- Felipe Souza — guitarra (en el disco tres)
- Zbigniew Paleta — violín (en el disco tres)